# Stazione di Schweinfurt Centrale
La stazione di Schweinfurt Centrale (in tedesco Schweinfurt Hbf) è la principale stazione ferroviaria della città tedesca di Schweinfurt.

## Storia
Il fabbricato viaggiatori, costruito in sostituzione di quello precedente distrutto durante la guerra, venne inaugurato il 18 marzo 1959.

### Esplicative
1. ↑  Abbreviazione di Schweinfurt Hauptbahnhof, letteralmente "Schweinfurt stazione principale".

### Bibliografiche
1. ↑  (DE) Martin Schack, Neue Bahnhöfe. Empfangsgebäude der Deutschen Bundesbahn 1948–1973, Berlino, Verlag B. Neddermeyer, 2004,  p. 182, ISBN 3-933254-49-3.